# Rhaphuma gracilipes
Rhaphuma gracilipes là một loài bọ cánh cứng trong họ Cerambycidae.